# Тырва (река)
Тырва (эст. Tõrvajõgi) — небольшая река в Эстонии, в уезде Ида-Вирумаа, в волости Вайвара. Длина реки всего 16 километров, площадь бассейна также невелика, 44,4 км². Исток реки находится в районе деревни Лаагна, что на юге уезда, а впадает она в Нарву. На реке находится небольшой водопад Тырвайыэ.